# Sador – Herrscher im Weltraum
Sador – Herrscher im Weltraum ist ein US-amerikanischer Science-Fiction-Film von B-Movie-Produzent Roger Corman aus dem Jahr 1980.

## Handlung
Die humanoiden Bewohner des friedlichen Planeten Akir werden vom Tyrannen Sador von den Malmori bedroht. Dieser hat an Bord seines Raumschiffes eine Waffe, den Stellarkonverter, mit der er sämtliches Leben auf dem Planeten vernichten kann. Er gibt der Bevölkerung ein Ultimatum von einer Woche, sich ihm zu unterwerfen. Er zerstört mit einem bemannten veralteten Wettersatelliten die einzige offensichtliche Präsenz des Planeten im Weltraum und tötet zur Bekräftigung seiner Forderungen wahllos einige Bewohner. Die friedliche Zivilisation hat es verlernt zu kämpfen, nur ein blinder Ältester namens Zed hat eine Zeit des Krieges noch erlebt. Sie suchen außerdem Rat in einem Kodex namens Varda. Zeds Rat lautet allerdings: gewalttätige Kreaturen am besten mit gewalttätigen Kreaturen zu bekämpfen, und so wird der junge Pilot Shad mit dem einzigen Raumschiff ausgesandt, um Söldner anzuheuern. Obwohl der Planet keine nennenswerten Reichtümer hat, ist vor allem Zed zuversichtlich, dass sich Söldner finden werden, die aus anderen Motiven heraus bereit sind zu kämpfen. Das Raumschiff trägt den Namen Nell, es spricht mit einer mütterlichen Stimme und bringt dem friedfertigen Shad bei, sich der Waffen des Raumschiffs zu bedienen.
Das erste Ziel ist eine riesige Raumstation, in der nur noch Dr. Hephaestus mit seiner Tochter Nanelia mit einigen Robotern lebt. Dr. Hephaestus, der künstlich am Leben erhalten wird, will Shad bei sich behalten, und er soll mit seiner Tochter, die noch nie andere Menschen gesehen hat, für Nachwuchs sorgen. Nanelia versteht allerdings Shads Mission und verhilft ihm zur Flucht. Wenig später schließt sie sich mit einem modernen Raumschiff an und gewinnt Cayman, dessen Zivilisation von Sador ausgerottet wurde, als Verbündeten. Bei ihm sind zwei Thermalwesen, die nur durch Wärme miteinander kommunizieren. Shed rettet dem Raumcowboy von der Erde das Leben. Er hat Handwaffen geladen, aber das System, wohin er liefern sollte, wird von Sador mit dem Konverter zerstört. Als Dank für seine Rettung verspricht der Raumcowboy, sich um die Bodenverteidigung von Akir zu kümmern. Die weitere Suche nach Söldnern bringt Shad zu Nestor, einer telepathischen Spezies vieler Klone – im Film als Facetten bezeichnet – mit einem gemeinsamen identischen Bewusstsein. Sie schließen sich aus Langeweile an. Auf einem verwahrlosten Planeten trifft Shad in einer verlassenen unterirdischen Stadt auf den Kopfgeldjäger Gelt. Dieser ist ein reicher Mann, der sich aber so viele Feinde geschaffen hat, dass er nirgendwo anders mit Zuflucht und Unterstützung rechnen kann. Das letzte Wesen, das sich dem Bündnis anschließt, ist die kriegerische Walküre Saint-Exmin, die in einem winzigen Raumschiff fliegt und daher von Shad nicht ernst genommen wird. 
Die Konfrontation mit Sador beginnt, als die Raumschiffe Akir erreichen und die zurückgelassene feindliche Patrouille abfangen und zerstören. In einem ersten Raumgefecht werden kleine Schiffe zerstört und das Hauptschiff Sadors geschwächt. Das Bodengefecht entwickelt sich zugunsten der Verteidiger, aber die von Sador eingesetzte Schallwaffe erscheint unbesiegbar. Die Thermalwesen, die keine Ohren besitzen, überhitzen die Waffe und setzen sie außer Gefecht. Die Kämpfe haben hohe Verluste gefordert. In einer Kampfpause lässt sich ein Klon gefangen nehmen, damit die anderen Wesen mehr Informationen über Sador und sein Hauptschiff erhalten. Der Klon, der keinen Schmerz verträgt, stirbt vor der Folter. Sador, der immer wieder neue Körperteile benötigt, lässt sich einen Arm des Klons übertragen. Nestor versucht mit Geisteskräften den Arm zu steuern und Sador zu zwingen, sich mit der eigenen Klinge die Kehle aufzuschlitzen. Er kann dies nur knapp verhindern, und der Arm wird wieder amputiert. In der Auseinandersetzung flammt der Luftkampf wieder auf. Der Stellarkonverter soll zum Einsatz kommen. Saint-Exmin lenkt ihr Raumschiff in die Waffe, die dabei zerstört wird. Sie selbst katapultiert sich mit dem Cockpit (Rettungskapsel) aus ihrem Schiff. Schließlich vernichtet sie sich selbst und die letzten Malmorikampfschiffe in einer gewaltigen Explosion, nach dem Motto ihrer Rasse: Lebe schnell, kämpfe gut, und habe ein ruhmreiches schönes Ende. Zuletzt opfern sich der Raumcowboy und Cayman in einem scheinbar aussichtslosen Kampf. Das Raumschiff Nell wird getroffen und verliert das Gedächtnis. Als das Schiff von Sador mit einem Traktorstrahl erfasst wird, fliehen Shad und Nanelia, inzwischen ein Paar, mit einer Rettungskapsel. Der Selbstzerstörungsmechanismus ihres Raumschiffes zerstört daraufhin auch Sadors Schiff. Shad merkt an, dass die gefallenen Retter immer im Bewusstsein der Bewohner von Akir bleiben werden.

## Kritik
„Der Streifen ist nicht ernst gemeint; man sollte diesen Scherz aus der Roger Corman-Factory deshalb auch nicht ernst nehmen.“

„Einfallsreich und mit Humor inszeniert, unterhält der Film trotz einiger fragwürdiger Elemente Freunde des Genres annehmbar.“

## Hintergründe
Der Film ist eine Adaption von Die glorreichen Sieben (ebenfalls mit Robert Vaughn), der wiederum auf Die sieben Samurai basiert. Im Film sind es schließlich sieben Raumschiffe, die zur Rettung des Planeten gefunden werden konnten. Der Name des Planeten Akir ehrt den japanischen Regisseur Akira Kurosawa.
Für einige Spezialeffekte wurden die damals noch unbekannten James Cameron und Alec Gillis (der später für die Erstellung der Kreaturen in Alien vs. Predator bekannt wurde) engagiert. Für beide war der Film der Einstieg ins Filmgeschäft.
Die Raumschiffkulisse wurde später in den Filmen Space Raiders von Roger Corman, Starquest II und Dead Space nochmals verwendet. Filmmaterial kam in einer Kinoszene gegen Ende des Films Bachelor Party zum Einsatz und wurde in das Laserdisc-Spiel Astron Belt eingebaut. Der Soundtrack kam u. a. in dem Film Raptor erneut vor. Eine vierteilige Comicserie von Bluewater Productions von 2010 erzählt als Vorgeschichte zum Film die Abenteuer des noch jungen Zed und seines Raumschiffs Nell. Die Figuren Dr. Hephaestus und Sador kommen darin ebenfalls vor.

## Erstaufführungen
- USA: 8. September 1980
- Deutschland: 13. November 1980

## Auszeichnungen
- 1981: Saturn Award-Nominierung als Bester Science-Fiction-Film
- 1981: Saturn Award-Nominierung für Kostüme
- 1981: Saturn Award-Nominierung für Make-Up
- 1981: Saturn Award-Nominierung für Special Effects